# ALF Loves a Mistery
ALF Loves a Mistery es un episodio especial de la serie ALF. Es el episodio número vigesimoséptimo.

## Sinopsis
ALF descubre bajo un árbol un mapa del tesoro en la mansión WIlson, Willie le prohíbe ir a la mansión pero él y Brian escapan y entran en la mansión para encontrar el tesoro aunque en vez de encontrar un tesoro son capturados por varias trampas y no lo consiguen. Y Willie los rescata de la mansión.